# August von Hayek

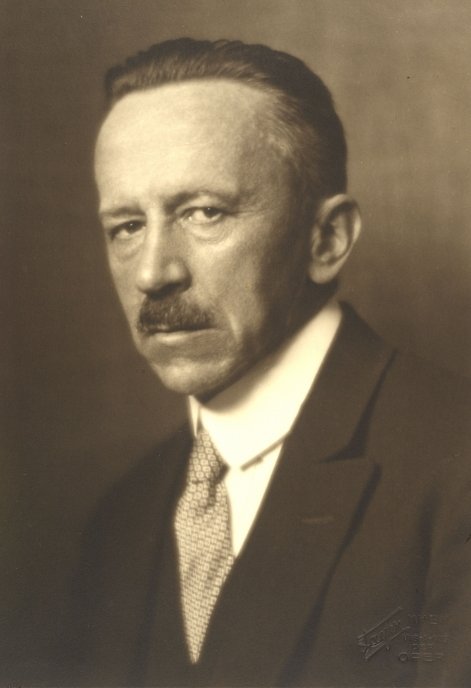
August von Hayek

August Gustav Joseph Edler von Hayek, seit dem Adelsaufhebungsgesetz 1919 August Hayek, (* 14. Dezember 1871 in Wien, Österreich-Ungarn; † 11. Juni 1928 ebenda) war ein österreichischer Arzt und Botaniker. Sein offizielles botanisches Autorenkürzel lautet „Hayek“.

## Leben
August von Hayek war ein Sohn von Gustav von Hayek, dessen Großvater, Josef Hayek (1750–1830), am 11. August 1789 durch Kaiser Joseph II. in seiner Eigenschaft als König von Böhmen als Edler von Hayek in den erblichen böhmischen Adelsstand erhoben worden war.
Ab 1926 war August Hayek  Universitätsprofessor an der Universität Wien. Bedeutend sind seine Leistungen auf dem Gebiet der Pflanzengeographie der österreichisch-ungarischen Monarchie (besonders in der Steiermark) und des Balkans.
August Hayek wurde am Friedhof der Feuerhalle Simmering bestattet (Abteilung 1, Ring 2, Gruppe 3, Nummer 13). Er ist der Vater des Ökonomen Friedrich August von Hayek.

## Schriften (Auswahl)
- Prodromus Florae Peninsulae Balcanicae, 1924–1933.
- Flora der Steiermark, 1908–1944.
- Schedae ad Florum stiriacum exsiccatum, 1904–1912.
- Die Pflanzendecke Österreich-Ungarns, Band 1, 1916.
- Allgemeine Pflanzengeographie, 1926.